# Козер, Льюис
Лью́ис Альфре́д Ко́зер (англ. Lewis Alfred Coser, собственно Людвиг Коэн; 27 ноября 1913, Берлин, Германская империя — 8 июля 2003, Кембридж, США) — немецкий и американский социолог. Один из основоположников социологии конфликта.

## Биография
Родился 27 ноября 1913 года в Берлине. Отец, еврей по национальности, был довольно богатым банкиром. Детство юноши было безоблачным, пока в 1933 году к власти в Германии не пришли нацисты. Как раз незадолго до этого юноша окончил школу и начал принимать активное участие в левом движении. Хорошо видя, к чему идет дело и будучи уже сформировавшейся личностью, он в 20 лет решил покинуть родину и уехал в Париж.
Первые годы на новом месте проходили у Козера в бедности и в постоянных поисках заработка. Перебиваясь разовыми заработками, он сменил несколько профессий, испробовав свои силы как в физическом труде (продавец-разносчик), так и на поприще умственного труда (личный секретарь одного швейцарского писателя). Его мытарства закончились в 1936 году — он получил право на постоянную работу и устроился на одну из должностей во французском представительстве американской брокерской фирмы.
Параллельно с работой начал посещать занятия в Сорбонне. Не имея никаких особых научных пристрастий, решил заниматься сравнительным литературоведением — только потому, что кроме немецкого знал ещё французский и английский языки. После нескольких семестров начал работать над диссертацией по сравнению английских, французских и немецких новелл одного временного периода. Изюминкой этой работы должно было стать изучение влияния социальной структуры общества на формирование специфики той или иной национальной литературы. После того как куратор Козера заявил, что вопросы социальной структуры не входят в компетенцию литературоведения, а являются прерогативой социологии, студент сменил специализацию и стал посещать лекции по социологии. Так, почти случайно, определилось научное поприще будущего великого социолога.
В 1941 году он был арестован по приказу французского правительства как уроженец Германии и помещен в трудовой лагерь на юге Франции. Это послужило серьёзным доводом в пользу эмиграции в США. По совету эмиграционной службы Козер сменил немецкое имя Людвиг на более нейтральное Льюис. Оформляя миграционные документы, он познакомился с сотрудницей Международной ассоциации помощи беженцам Розой Лауб, которая стала его женой. Первое время после прибытия Козера в США прошло в работе в разных правительственных комиссиях, в том числе в отделе военных новостей и в министерстве обороны. Какое-то время он был одним из издателей журнала «Модерн Ревью», пропагандировавшего левые идеи, а также зарабатывал статьями для газет.
В 1948 году, получив американское гражданство, решил продолжить социологическое образование и поступил в Колумбийский университет. Вскоре получил предложение стать преподавателем в колледже Чикагского университета на факультете социальных наук и социологии. Период работы в Чикагском колледже дал Козеру возможность не только углубить свои познания в области социологии, но и ознакомиться с самыми разными подходами и точками зрения.
После двух лет работы в Чикаго он снова возвратился в Нью-Йорк, чтобы продолжить образование в Колумбийском университете. После его завершения он преподавал в Бостоне, в Брандейском университете, где основал факультет социологии. В 1954 году закончил свою докторскую диссертацию и защитил её в Колумбийском университете под руководством Роберта Мертона. На основе этой диссертации в 1956 была опубликована первая книга Козера «Функции социального конфликта».
Конец 1940-х — начало 1950-х годов ознаменовались в США расцветом маккартизма — гонений на приверженцев левых взглядов. Учитывая, что Козер всегда отличался склонностью к левым идеям, эта ситуация резко сократила его возможности публиковаться. Чтобы вообще их не потерять, он при поддержке более 50 других ученых начал выпускать журнал «Диссент» («Инакомыслие»), который до сих пор является рупором левых сил США.
Проработав в Брандейсе 15 лет, он перешёл в Университет штата Нью-Йорк в Стоуни-Брук, где работал вплоть до своей отставки.
1960—1970 стали временем наиболее плодотворным периодом в научной деятельности Козера. Он написал труды, изучающие взаимоотношения людей и институтов: «Люди идей» (1965) и «Всепоглощающие институты» (1974). Через десять лет после первого капитального труда по социологии конфликта вышла его вторая книга по этой тематике — «Дальнейшие исследования социального конфликта» (1967). Кроме этого он выпустил несколько книг по истории социологии — «Георг Зиммель» (1965), «Мастера социологической мысли» (1971) и «Ученые беженцы в Америке» (1984).
Он возглавлял Восточное социологическое общество в 1964—1965, а также Американскую социологическую ассоциацию в 1975—1976.
После выхода в отставку в 1987 Козер вместе с семьей переехал жить в Кембридж (штат Массачусетс), где умер в 2003, не дожив до своего 90-летия всего нескольких месяцев.

## Научная деятельность
Представитель позитивного функционализма. Опираясь на идеи Зиммеля, которого он переводил и пропагандировал в США, внёс значительный вклад в разработку теории социального конфликта. Козер показал в конфликте начало, способствующее укреплению консенсуса.

## Научные труды
- The Functions of Social Conflict (1956)
- Sociological Theory (1964)
- Men of ideas (1965)
- Political Sociology (1967)
- Continuities in the Study of Social Conflict (1967)
- Masters of Sociological Thought (1970)
- Greedy Institutions (1974)
- The Uses of Controversy in Sociology (1976)
- Refugee Scholars in America (1984)
- Conflict and Consensus (1984)
- Two Methods in Search of a Substance. // American Sociological Review[англ.]. — 1975. — Vol.40. — № 6.

### Публикации на русском языке
- Козер Л. А. Функции социального конфликта / Пер. с англ. О. Назаровой; Под общ. ред. Л. Г. Ионина. — М.: Дом интеллектуальной книги: Идея-пресс, 2000. — 295 с.
- Козер Л. А. Мастера социологической мысли: Идеи в историческом и социальном контексте / Пер. с англ. Т. И. Шумилина; Под ред. д. ф. н., проф. И. Б. Орловой. — М.: Норма, 2006. — 528 с. ISBN 5-89123-963-9, 0-15-555130-2